# Balfour (Orcadi)
Balfour è un villaggio sull'isola di Shapinsay, nelle Isole Orcadi. Il villaggio si trova sulla baia di Elwick, che fu utilizzata come punto di approdo da Haakon IV di Norvegia prima di dirigersi verso sud verso la sconfitta finale nella Battaglia di Largs nel 1623. Oggi, il villaggio ha ancora un porto, con finte mura difensive costruite nella stessa epoca del castello. David Balfour aggiunse una pietra, con la data del 1725, presa dal Castello di Noltland sull'isola di Westray, per le sue difese. Un traghetto trasporta automobili e persone a Kirkwall; è gestito da Orkney Ferries e salpa da un molo presso il porto. Nel 1990 questo è divenuto un servizio roll-on/roll-off.

## Storia
Conosciuto in origine come Shoreside, Balfour fu costruito negli anni '80 del XVIII secolo da Thomas Balfour, ex latifondista che acquisì ingenti somme sposando la sorella di un conte. Con questi soldi, Balfour acquistò la tenuta di Sound, la cui residenza era stata ridotta in cenere per rappresaglia contro il sostegno dell'ex proprietario all'insurrezione giacobita. Nel 1782, per far spazio alla nuova residenza, Balfour abbatté alcune capanne nel sud-ovest dell'isola, e si appropriò di parte dei beni comuni, costruendo il villaggio di Shoreside per ospitare quanti erano stati sfrattati. Per finanziare i propri lavori di costruzione, Thomas Balfour si fece prestare denaro dal fratello John, che fece fortuna prestando servizio nella Compagnia britannica delle Indie orientali.

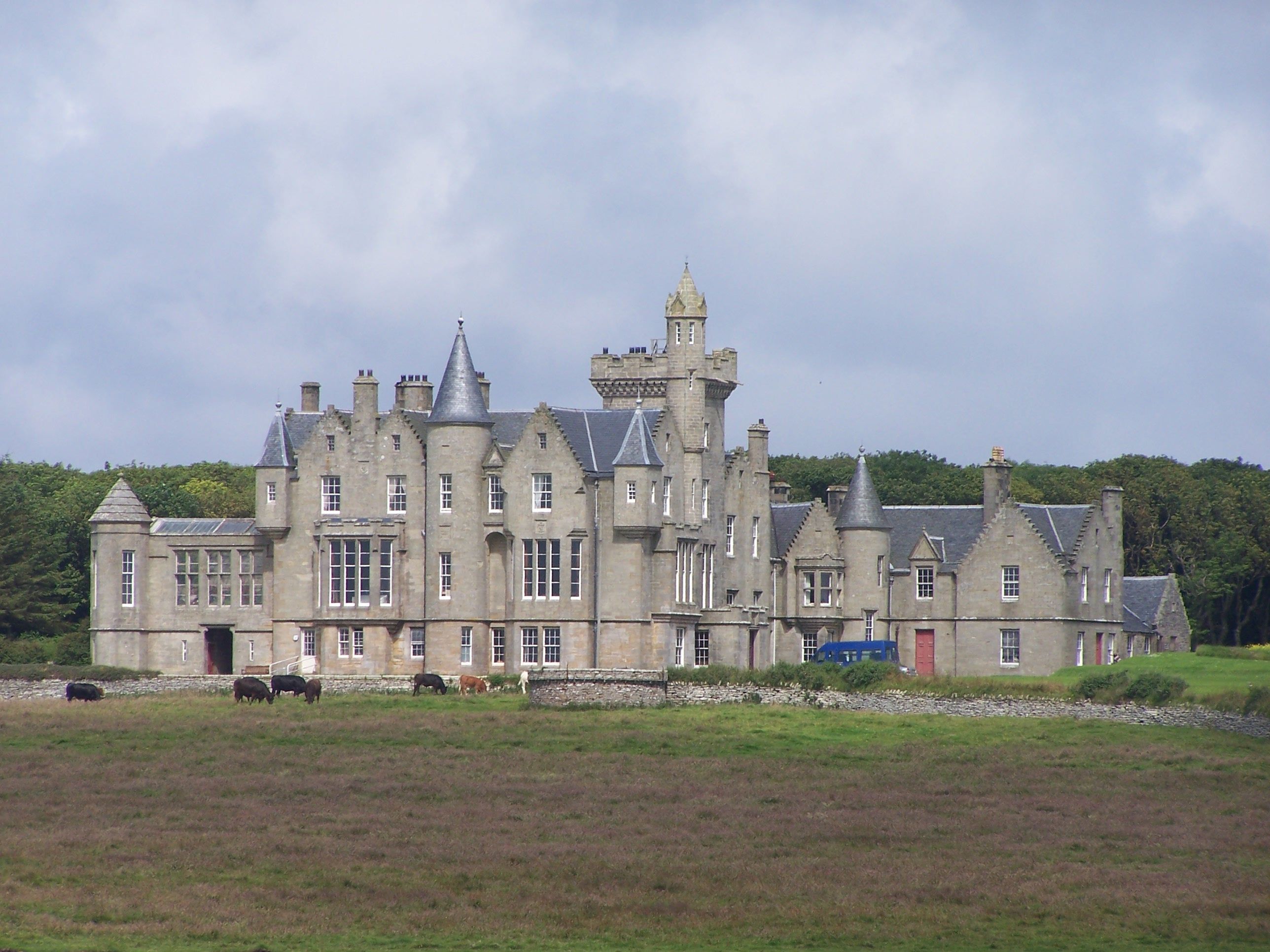
Balfour è dominata dal suo Castello

Nel 1846 il nipote, David Balfour, ereditò la tenuta, che oggi comprende l'intera isola. L'anno seguente, assoldò un architetto di Edimburgo, David Bryce, per trasformare Cliffdale House nel Castello di Balfour, in stile baronale scozzese.
Nello stesso tempo, furono apportate diverse modifiche al villaggio, che ricevette il nuovo nome di Balfour: parte del villaggio fu demolita per migliorare la vista dal castello, e furono apportati diversi miglioramenti. Balfour aggiunse un'imponente sala di accesso, che oggi è il pub del villaggio ed è sede di una squadra di calcio locale; furono costruiti anche un mulino ad acqua e condutture del gas che rimasero operative fino agli anni '20 del XX secolo. Per rifornire il mulino di acqua, fu costruita una diga sul fiume, creando una palude chiamata Mill Dam, che oggi rappresenta un habitat per uccelli, di proprietà e gestione della Royal Society for the Protection of Birds. La riserva ospita molte specie di uccelli, inclusi il porciglione, il codone, l'avocetta e il gabbiano comune. Anche il cigno selvatico si riproduce in questa zona.
Nel 1960 il castello fu acquistato da Tadeusz Zawadzki, un ufficiale di cavalleria polacco, ed oggi è gestito come hotel.
L'elettricità fu introdotta tramite cavi sottomarini negli anni '70 del XX secolo.

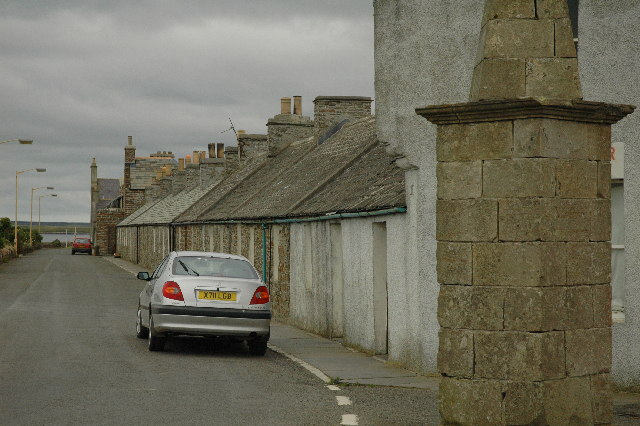
La strada principale del villaggio.

## Edifici importanti
L'ex fucina di Balfour è oggi sede dello Shapinsay Heritage Centre, un negozio di artigianato e un caffè. Il villaggio conta anche un negozio e l'unico distributore di carburante dell'isola.